# Some Enchanted Evening (Los Simpson)
«Some Enchanted Evening», llamado «La babysitter ataca de nuevo» en España y «Una noche encantadora (La niñera ladrona)» en Hispanoamérica, es el último episodio perteneciente a la primera temporada de la serie animada Los Simpson, emitido originalmente el 13 de mayo de 1990. Matt Groening y Sam Simon escribieron el episodio, y David Silverman y Ken Butterworth fueron los directores. Penny Marshall fue la estrella invitada.

## Sinopsis
El episodio comienza como un día normal en la casa de la familia Simpson. Bart y Lisa van a la escuela, y Homer, apurado por su trabajo, le arrebata de las manos a Marge su café, y se lo bebe de un sorbo. Marge se queda sola con Maggie, y cansada últimamente de no recibir muestras de amor y del maltrato de Homer, muy molesta, decide llamar al psicólogo Marvin Monroe, en su programa de radio, y preguntar qué hacer con su marido. Cuenta su historia, y el psicólogo le recomienda que abandone y golpee al desgraciado. Todo es escuchado por Homer y sus amigos, quienes también están oyendo en el trabajo el programa y se burlan de él, y se siente decepcionado y humillado.
Al llegar la noche, Homer no llega del trabajo, y Marge está enojada por su ausencia. Esto preocupa a Bart y a Lisa, pero aprovechan el tiempo para burlarse de Moe. Ya muy tarde, Homer llega con flores y bombones, unos boletos para ir a un restaurante donde bailarán mambo, y una estadía en un hotel. Marge recupera su humor y accede a ir, pero no sabe con quien dejar a los niños. Llaman a la agencia de niñeras, pero recién envían una cuando dicen apellidarse Sampson, ya que debido a su fama, no piensan cuidar a los niños Simpson.
Llega a casa la niñera, la señora Botz, quien tiene una sencilla tarea: dormir a Maggie, y dejar a Bart y Lisa viendo una película de los duendecillos hasta que tengan sueño. Bart enfadado, termina sacando la película y se ponen a ver Los criminales más buscados de América, donde sale La niñera ladrona, cuyo nombre es Lucille Botzcowski, y resulta ser la señora Botz. Entonces deciden salir a atraparla... pero es imposible, y la niñera los ata y además amordaza a Bart ya que no se calla. Maggie escapa de su cuna, y rescata a Bart y Lisa a cambio de que le dejen ver la película. Atrapan a la niñera, y van a un teléfono público para denunciarla, ya que esta había cortado el teléfono.
Marge llama a casa, pero no atienden, así que van a casa a ver qué pasó. Encuentran, entonces, a la niñera atada, amordazada y viendo la película. Pensando que está así debido a una travesura de los niños la liberan y le dan el triple de su paga.
Llegan los medios a casa, y ven que ya se había marchado la niñera, y le preguntan a Homer qué había sucedido. Para salvarse, dijo que la había liberado tras una cruenta pelea de Kung-fu. Homer fue la burla nacional.
Tras este episodio, Lucille Botzcowski reaparece en un pequeño cameo en el episodio Hurricane Neddy como una de las pacientes psiquiátricas.

## Producción
Aunque este episodio fue emitido como el último de la primera temporada, fue el primero que estuvo en producción, y se pretendía que fuese el primero en emitirse en la serie. Esta es una continuación de los cortos emitidos en The Tracey Ullman Show, en el cual los personajes habían sido presentados por primera vez. Pese a tener la facilidad de los personajes, tuvieron mucho trabajo para convertir los cortos en episodios de media hora. El creador de Los Simpson, Matt Groening, y el productor y guionista Sam Simon (que había trabajado en otras series televisivas, tales como Cheers) escribieron el libreto para el episodio. Tanto Groening como Simon figuran como creadores de la serie. El nombre de la Sra. Botz estuvo basado en una niñera que tuvo Matt Groening durante su infancia.
El episodio fue dirigido originalmente por Kent Butterworth. Klasky-Csupo, el estudio de animación que produjo los primeros cortos de Los Simpson, estuvo a cargo de la animación, con una excepción. Durante los años en que se producían los cortos, todo era creado allí. Debido al incremento del trabajo, la producción decidió enviar los diseños al estudio de animación surcoreano AKOM. Mientras que los personajes y los fondos fueron hechos por el estudio clásico, la coloración y la filmación fueron realizadas en el extranjero.
Cuando este episodio regresó de Corea ya animado, siendo el primero que recibieron los productores en el estudio de Gracie Films, todo resultó un fracaso. La reacción inicial del productor ejecutivo James L. Brooks ante la animación fue que era desastrosa. Brooks elevó una queja ante el jefe del estudio de animación de Klasky-Csupo, Gábor Csupó, quien negó que hubiese algo malo en la animación y sugirió que el problema real recaía en la calidad del guion del episodio.
El problema con la animación, según el punto de vista de los productores, era que tenía un estilo diferente al que habían imaginado para la serie. En esa época había muy pocas opciones en el mercado de la animación. Usualmente, se podía seguir el estilo de Disney, Warner Bros., o Hanna-Barbera. Las caricaturas de Disney y de Warner Bros. tenían un universo flexible y los personajes parecían hechos de caucho. Los productores querían un ambiente realista en el cual los personajes y los objetos no pudiesen hacer nada imposible en el mundo real. Un ejemplo en el que se apreciaba que las animaciones eran típicas de una caricatura era cuando las puertas se golpeaban, ya que rebotaban contra la pared como si fuesen de goma. El estilo de Hanna-Barbera residía en el uso de sonidos poco realistas, lo cual tampoco les pareció adecuado a los productores de Los Simpson.
Los productores consideraron cortar la producción de la serie si el siguiente episodio, "Bart the Genius", resultaba como este, pero afortunadamente no fue así, ya que los problemas que tuvieron fueron mucho más fáciles de solucionar. Más tarde, los productores propusieron a la Fox retrasar el estreno de la serie varios meses, por lo que el primer episodio fue "Simpsons Roasting on an Open Fire", el cual se emitió en diciembre, ya que se trató de un especial de Navidad. Esto les aseguró que podrían pasar más tiempo arreglando los problemas de animación de este episodio. La tarea de director para los retoques cambió de Kent Butterworth a David Silverman, quien ya tenía experiencia al haber dirigido los cortos.
Silverman estima que aproximadamente el 70% del episodio debió volverse a hacer. La mayor parte de los cambios consistió en los fondos. Esto resultó en un episodio en el cual la animación es desigual, ya que mezcla la primera con la ya reparada. Aún es posible ver las puertas rebotar como si estuviesen hechas de goma. Los censores de Fox quisieron reemplazar la oración "la cosa azul con las otras cosas", ya que la consideraban de contenido sexual. Debido a su posición en ese entonces en la Fox, James Brooks obtuvo una cláusula en su contrato, la cual aseguraba que el canal no podría interferir en el proceso creativo de los episodios, por lo que la censura fue ignorada por los productores.
En el episodio, algunos personajes tienen un diseño que no es el que se utiliza actualmente. Moe Szyslak tiene cabello negro en este episodio, el cual ahora es gris. El cabello de Barney Gumble es rubio, lo cual fue cambiado a marrón, para que el color del pelo del personaje no fuese igual al de su piel. También surgieron errores de continuidad, debido a que el episodio debió ser emitido al final de la temporada. Por ejemplo, Santa's Little Helper no aparece en el episodio, a pesar de haber formado parte de "Simpsons Roasting on an Open Fire".
Hank Azaria era considerado en ese momento la estrella invitada, por su personificación de Moe Szyslak. En este episodio Moe era doblado originalmente por Christopher Collins, pero cuando Azaria grabó su versión, decidieron utilizar su voz. Se convirtió en un miembro oficial del elenco a partir de la segunda temporada.